# Strays (película de 2023)
Strays (titulada: Hijos de perra en Hispanoamérica y Vida perra en España) es una película de comedia de humor negro estadounidense de 2023 dirigida por Josh Greenbaum y escrita por Dan Perrault. La película está protagonizada por Will Ferrell, Jamie Foxx, Will Forte, Isla Fisher, Randall Park, Josh Gad, Harvey Guillén, Rob Riggle, Brett Gelman, Jamie Demetriou y Sofía Vergara.
El largometraje sigue a un perro abandonado (Ferrell) que se une a un grupo de perros callejeros (Foxx, Fisher y Park) para vengarse de su abusivo dueño.
Strays fue estrenada en los Estados Unidos el 18 de agosto de 2023 por Universal Pictures y recibió críticas mixtas y recaudó $36 millones de dólares con un presupuesto de $46 millones de dólares.

## Argumento
Reggie (voz de Will Ferrell) es un ingenuo Border terrier que vive con su egoísta y vago dueño Doug (Will Forte). Aunque Doug sólo lo retiene para fastidiar a su exnovia Ashley (Jade Fernandez), Reggie cree que Doug lo ama y hace todo lo posible para hacerlo feliz, para disgusto de Doug. Cuando Reggie destruye sin darse cuenta la pipa de agua de Doug, Doug hace varios intentos por abandonar a Reggie, lo que Reggie ve como un juego. Al perder la pista de Doug en una ciudad a tres horas de distancia, Reggie conoce a un Boston terrier callejero llamado Bug (voz de Jamie Foxx) que le ayuda a enseñarle a ser un callejero después de defenderlo de un Rottweiler y un Dóberman. Bug también le presenta a Reggie a un par de sus amigos: una pastor australiano llamada Maggie (voz de Isla Fisher) y un gran danés de terapia llamado Hunter (voz de Randall Park), que está enamorado de Maggie. Después de una noche divertida con Bug, Maggie y Hunter, Reggie finalmente se da cuenta de que Doug no lo ama. Se une a los otros perros callejeros para vengarse de él mordiendo lo que Reggie cree que Doug más ama: su pene.
Durante el viaje de regreso a la casa de Doug, el grupo se une a medida que se meten en varias situaciones, que culminan en ser atrapados por el control de animales después de que un subidón inducido por un hongo alucinógeno les hiciera atacar a una familia de conejos, a los que confunden con peluches. Sin embargo, Hunter también termina reuniéndose con un perro pastor alemán llamado Rolf (voz de Rob Riggle), un viejo amigo suyo que es un perro policía, aunque todavía deja que el control de animales los capture. Durante su cautiverio, Bug admite que solía tener su propia familia, pero se vio obligado a escapar cuando intentaron sacrificarlo después de que mordió a su hija (aunque no ve exactamente qué hizo mal). En un intento de escapar, Reggie sugiere que todos los perros defequen en el suelo al mismo tiempo para que cuando el guardia de seguridad lo abra, todos puedan salir corriendo, lo cual tienen éxito. Sin embargo, después de escapar de la perrera, Reggie se convence a sí mismo de que él es el culpable de que Doug lo trate mal. Esto hace que Bug orine en el pañuelo de Reggie en un ataque de ira y Reggie deja a los otros callejeros. Al regresar a la ciudad, Bug, Maggie y Hunter se topan con una niña exploradora perdida llamada Riley Anderson, a quien el control de animales había estado buscando recientemente, y alertan a Rolf, los otros perros policía y a un trabajador de búsqueda y rescate sobre la ubicación de ella.
Reggie regresa a la casa de Doug y, después de recordar todas las veces que Doug lo maltrató, finalmente ve quién era. Se enfrenta y corta lazos con él. Sin embargo, antes de irse, Doug cierra la puerta frente a él e intenta matar a Reggie. Los otros callejeros llegan e intervienen y, con su ayuda, Reggie logra arrancarle el pene a Doug de un mordisco. Hunter también defeca en la boca de Doug y, durante el altercado, la casa y la camioneta de Doug se queman. Finalmente, Doug es llevado a un hospital para someterse a una cirugía y los perros callejeros siguen adelante con sus vidas: Hunter vuelve a ser un perro de terapia y comienza una relación con Maggie, esta última comienza a entrenarse como perro policía, Riley adopta a Bug y Reggie sigue siendo un perro callejero y elige guiar a nuevos perros callejeros, aunque todavía pasa tiempo con los otros perros a menudo.
En una escena a mitad de créditos, Doug, aún hospitalizado, se entera por su médico de que no pueden volver a colocarle el pene, para su enojo.

## Reparto
- Will Forte como Doug, el antiguo dueño de Reggie.
- Brett Gelman como Willy, un oficial del control de animales.
- Dan Perrault como el Dr. Hagen.
- Dennis Quaid como un observador de aves.
- Jade Fernandez como Ashley, la exnovia de Doug.

### Voces
- Will Ferrell como Reggie, un Border Terrier[2]
- Jamie Foxx como Bug, un Boston Terrier[2]
- Isla Fisher como Maggie, una Pastor Australiano[3]
- Randall Park como Hunter, un Gran Danés[4]
- Rob Riggle como Rolf, un Pastor Alemán[5]
- Josh Gad como Gus, un Labrador Retriever[5]
- Sofía Vergara como Dolores, el Sofá[5]
- Jamie Demetriou como Chester, un Bulldog[5]
- Greta Lee como Bella, una Pomerania
- Jimmy Tatro como Finn, un Rottweiler
- Harvey Guillén como Shitstain, un Chihuahua[5]
- Jack De Sanz como Munchkin, un Sabueso
- Phil Morris como Bubsy
- David Herman como un perro de perrera con mordida inferior

## Producción
En agosto de 2019, Phil Lord y Christopher Miller firmaron un acuerdo de primera vista con Universal Pictures. En mayo de 2021, Universal adquirió los derechos de Strays, una comedia para adultos sobre perros, escrita por Dan Perrault, con Lord y Miller adjuntos para producir junto a Erik Feig y Louis Leterrier. La película es una coproducción entre Picturestart y Rabbit Hole Productions. La filmación comenzó en septiembre de 2021 en Atlanta, Georgia. La producción terminó en diciembre de 2021.

## Estreno
Strays fue estrenada en los Estados Unidos el 18 de agosto de 2023 por Universal Pictures.